# Île Juliette
L'île Juliette (auparavant îlot Juliette) est un îlot rocheux de l'archipel de Pointe-Géologie (terre Adélie), situé en mer Dumont-d'Urville au large du continent antarctique.

## Description
L'île Juliette est un îlot situé dans la baie Pierre-Lejay, au sud-ouest de l'île du Gouverneur. Elle est contiguë à l'île Roméo, située un peu plus au nord.